# Juan Pablo Echeverri
Juan Pablo Echeverri Muñoz (22. listopadu 1978 – 15. června 2022) byl kolumbijský vizuální umělec a fotograf známý svými autoportréty a úvahami o sebeobrazu a stereotypech.

## Život a kariéra
Echeverri se narodil v Bogotě v Kolumbii.
Kolem roku 1995, když začal studovat výtvarné umění na Papežské Xavierské univerzitě, začal sporadicky pořizovat snímky 4×5 cm pro své osobní deníky. Když se to stalo každodenním zvykem, z kompendia snímků se stal dlouhodobý projekt s názvem Miss Fotojapón.
Rok po jeho promoci, v roce 2003, vynesl cyklus Miss Fotojapón Echeverrimu samostatnou výstavu v Bogotském muzeu moderního umění. V roce 2010 zlomek této série získalo Muzeum Banky Republiky do své stálé sbírky. V roce 2022 měla Miss Fotojapón více než 8 000 fotografií a byly vystaveny v Saatchi Gallery v Londýně v rámci výstavy From Selfie to Self-Expression v roce 2017, a zařazeny do knih 500 Self-Portraits (2018) a Younger than Jesus Directory (2009), obě vydalo nakladatelství Phaidon Press.
Echeverri také tvořil krátké série, které se podle kritiků Jaime Ceróna a Andrése Isaaca zabývaly konstrukcí osobnosti a stereotypním vnímáním „jiného“.  Některé z těchto sérií – Fantasía de Macho maduro (2001), merengue glacé (2007), Supersonas (2011), futuroSEXtraños (2016) a Muertos Vivientes (2019) – byly vystaveny na místech, jako je například Národní muzeum Kolumbie v Bogotě, Bienále současného umění v Irsku (2018), a Rencontres d'Arles ve Francii (2017).
Echeverri od roku 2012 úzce spolupracoval s německým fotografem Wolfgangem Tillmansem, a to jak při pořádání výstav, tak jako člen některých jeho hudebních projektů.

## Smrt
Juan Pablo Echeverri zemřel na malárii v červnu 2022 ve věku 43 let.